# Ibrahim Bilali
Ibrahim Bilali, född den 21 juli 1965, är en kenyansk boxare som tog OS-brons i flugviktsboxning 1984 i Los Angeles. 